# ダニエル・リッジウェイ・ナイト
ダニエル・リッジウェイ・ナイト（Daniel Ridgway Knight、1839年3月15日 - 1924年3月9日）は、アメリカ合衆国の画家である。33歳になった1872年からフランスに定住し、バルビゾン派、ジャン＝フランソワ・ミレーに影響を受けた作品を描いた。

## 略歴
フィラデルフィアに生まれた。1858年から1861年までフィラデルフィアのペンシルベニア美術アカデミーで学んだ後、パリに移り、エコール・デ・ボザールでシャルル・グレールやアレクサンドル・カバネルに学んだ。南北戦争が激しくなったため、1863年にアメリカに帰国し、北軍に従軍した。アメリカで結婚ししばらく肖像画家として働いた後、1872年に普仏戦争が終わった後のフランスに移住し、イヴリーヌ県のポワシーにスタジオを作った。クロード・モネ(1840-1926)、ピエール＝オーギュスト・ルノワール(1841-1919)、アルフレッド・シスレー(1839-1899)らの印象派の同世代の画家たちと親しくなった。
バルビゾンで出会ったジャン＝フランソワ・ミレーから強い影響を受けた。田園風景や、庭の花の中や、セーヌ川のほとりの若い農民の妻たちの姿を描いた作品で知られている。1882年にサロン・ド・パリに出展した「Un Deuil」（「服喪」）で認められた。1889年のパリ万国博覧会の美術展に出展して、銀メダルを受賞し、レジオンドヌール勲章を受勲した。1893年にバイエルン王国から聖ミカエル勲章を受勲し、同年ペンシルベニア美術アカデミーから金メダルを受賞した。
フランスで生まれた息子のルイス・アストン・ナイト(Louis Aston Knight:1873–1948)も画家になった。

## 作品

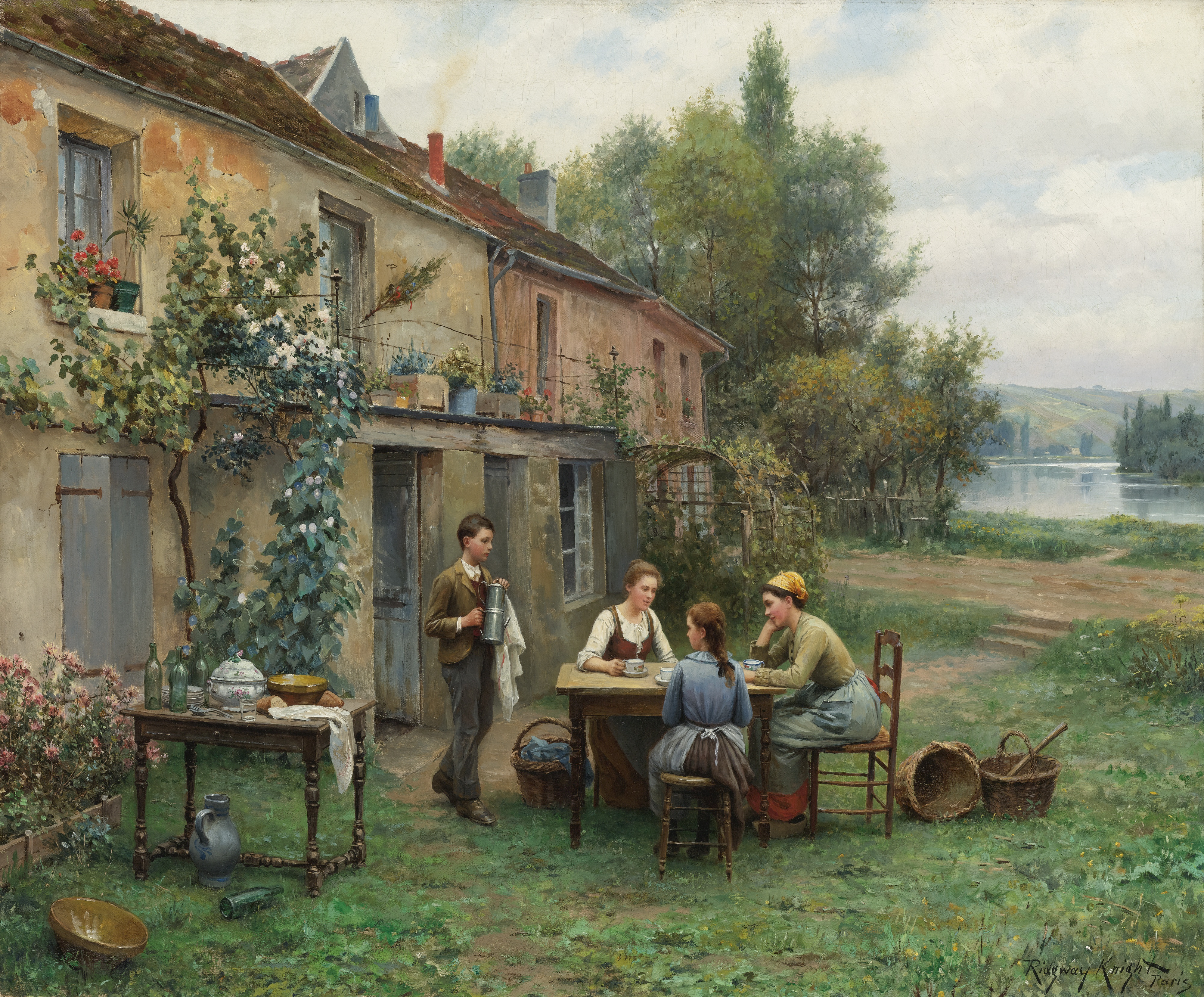
「庭でのコーヒー」
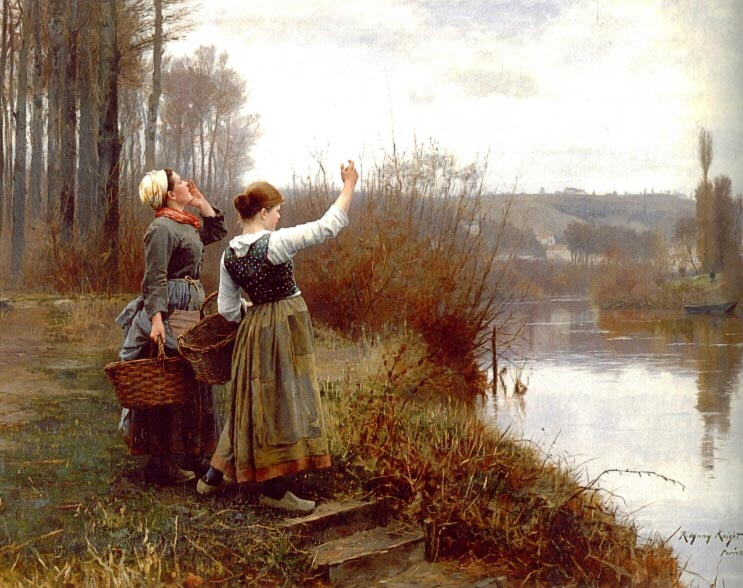
「渡し船を呼ぶ」
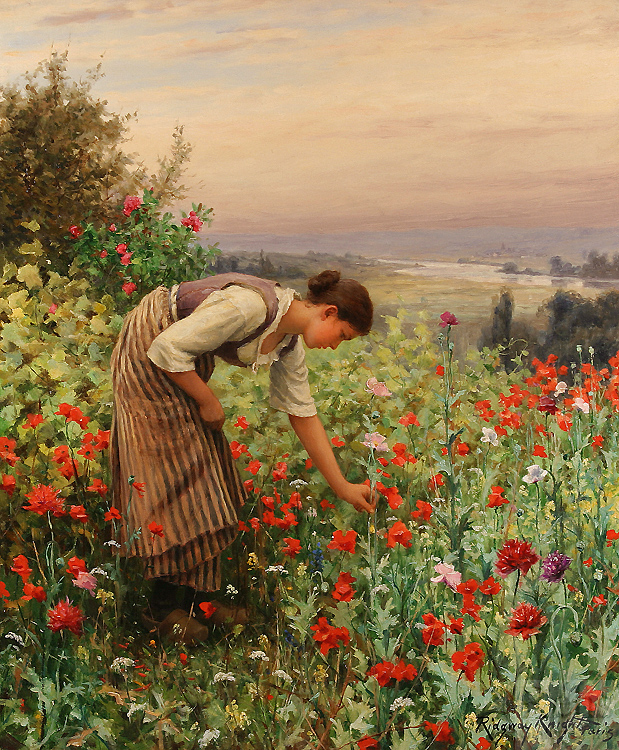
「花を摘む」(c.1898)
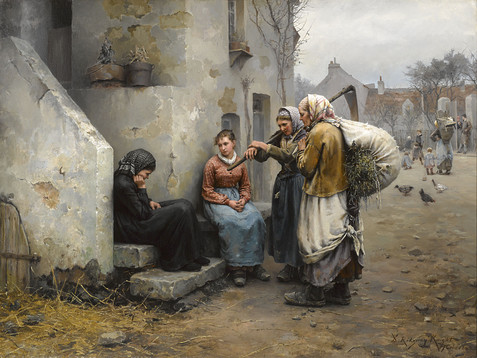
「Un Deuil」「喪にふくす婦人」
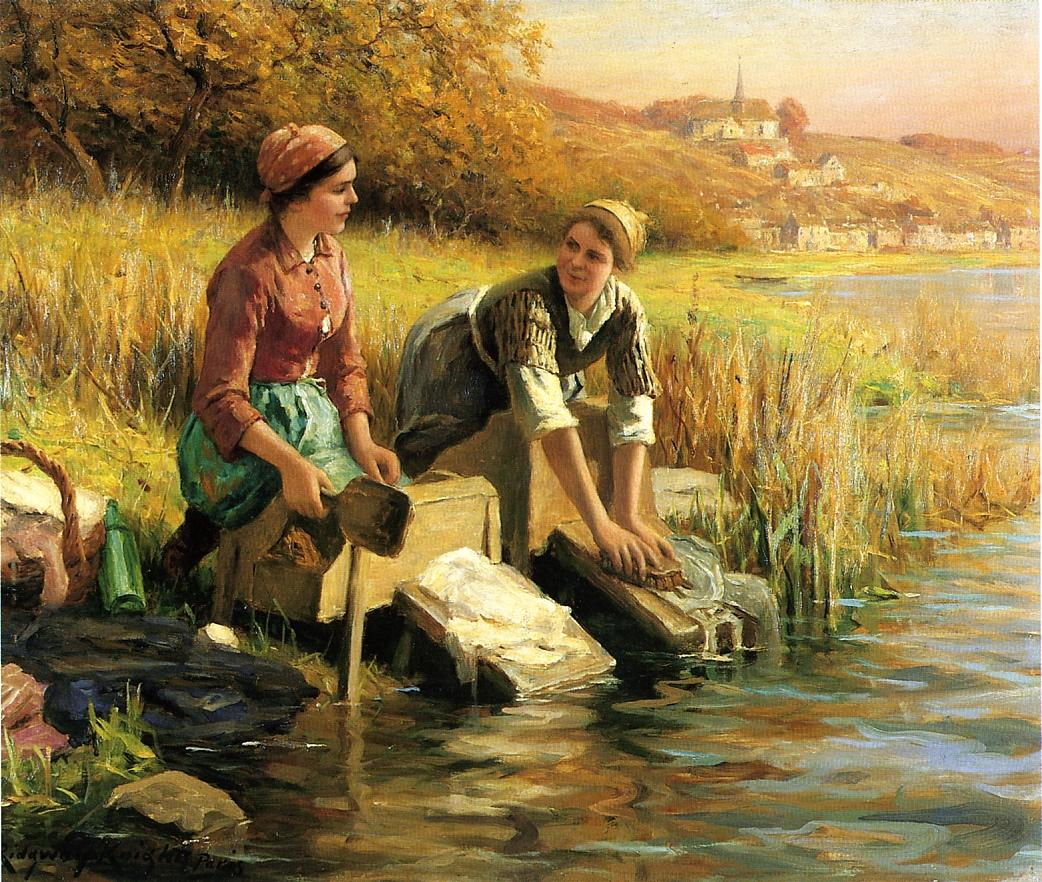
「洗濯をする女たち」
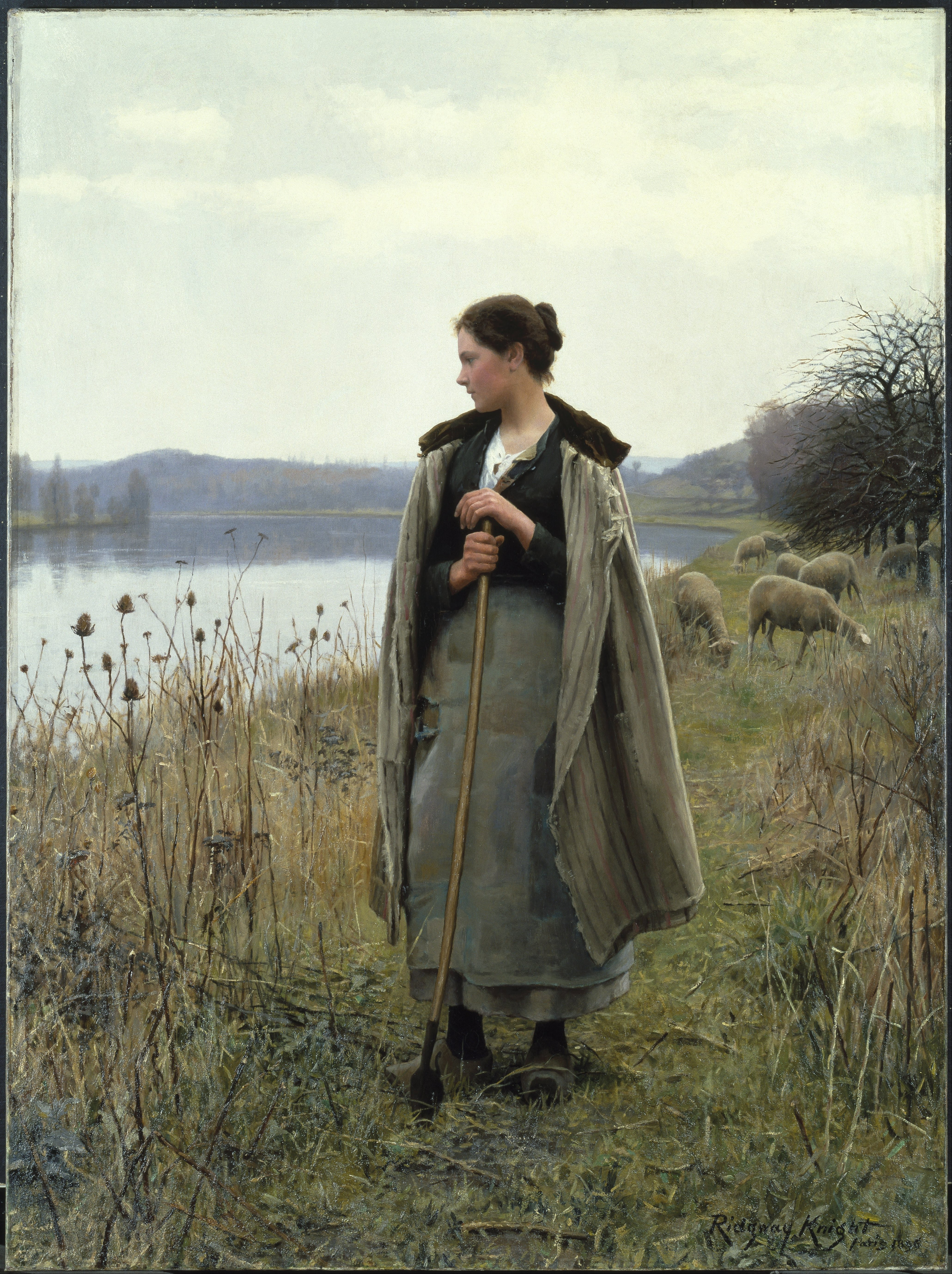
「羊飼いの女」
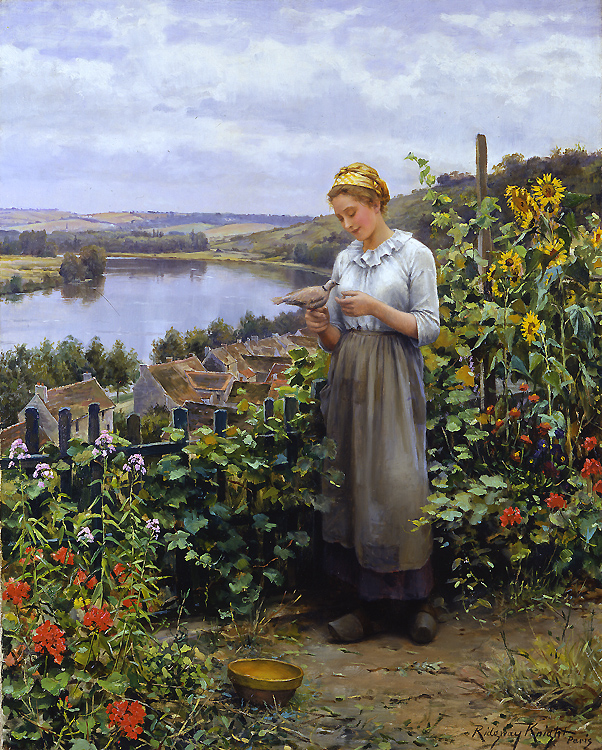
「ペットの鳩」
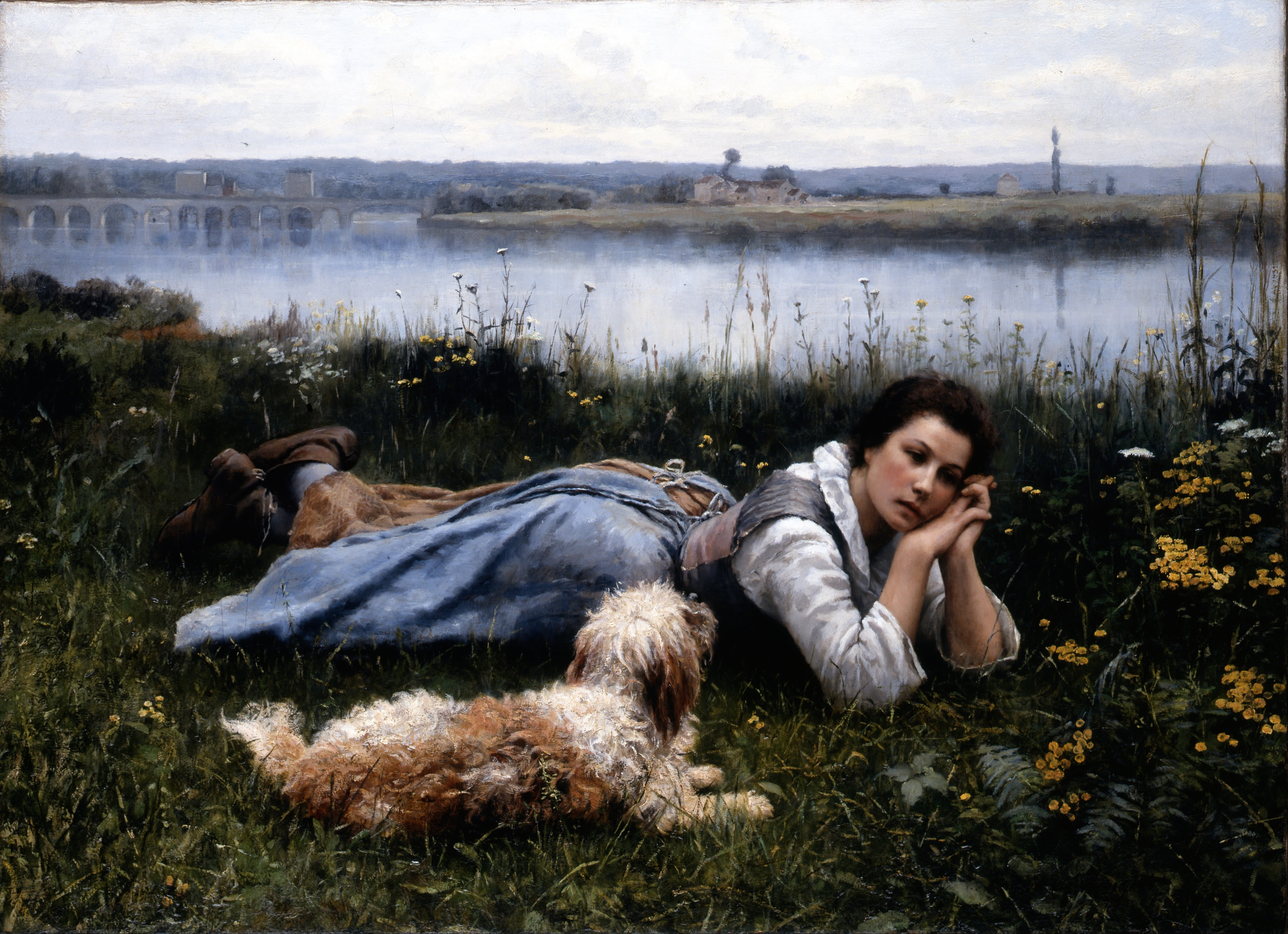
Reverie